# Halowe Mistrzostwa Europy w Lekkoatletyce 2011 – bieg na 3000 m kobiet
Bieg na 3000 metrów kobiet – jedna z konkurencji rozegranych podczas halowych lekkoatletycznych mistrzostw Europy w hali Palais Omnisports de Paris-Bercy w Paryżu.
Zwyciężczyni biegu finałowego – 37-letnia Helen Clithroe jest drugą najstarszą złotą medalistką w historii halowych mistrzostw Europy, jedynie Rosjanka Jekatierina Podkopajewa wygrywała te zawody będąc starszą od Brytyjki.
Srebrna medalistka mistrzostw z 2009 w tej konkurencji – Portugalka Sara Moreira została błędnie zgłoszona do biegu na 1500 metrów.
Rosjanka Olesia Syriewa, która zajęła w finale drugie miejsce, została następnie zdyskwalifikowana z powodu dopingu i pozbawiona srebrnego medalu.

## Terminarz
| Data    | Godzina |            |
| ------- | ------- | ---------- |
| 5 marca | 11:30   | Eliminacje |
| 6 marca | 15:15   | Finał      |

## Rezultaty

### Eliminacje
Rozegrano 2 biegi eliminacyjne, do których przystąpiło 17 z 18 zgłoszonych biegaczek. Awans do finału dawało zajęcie jednego z pierwszych czterech miejsc w swoim biegu (Q). Skład finału uzupełniło cztery zawodniczki z najlepszymi czasami wśród przegranych (q). Drugiego biegu eliminacyjnego nie ukończyły faworytki – Polka Sylwia Ejdys, która postanowiła oszczędzać siły na finałowy bieg na 1500 metrów oraz reprezentująca Turcję Etiopka Alemitu Bekele, która doznała kontuzji. Bekele została następnie zdyskwalifikowana za doping i jej wyniki od sierpnia 2009 zostały anulowane. 

#### Bieg 1
| Poz. | Tor | Zawodniczka        | Reprezentacja | Czas    | Uwagi |
| ---- | --- | ------------------ | ------------- | ------- | ----- |
| 1    | 6   | Sultan Haydar      | Turcja        | 9:03,50 | Q, PB |
| 2    | 5   | Jelena Zadorożna   | Rosja         | 9:04,03 | Q     |
| 3    | 7   | Dolores Checa      | Hiszpania     | 9:04,06 | Q     |
| 4    | 9   | Olesia Syriewa     | Rosja         | 9:04,06 | Q     |
| 5    | 4   | Natalija Tobias    | Ukraina       | 9:05,57 | q, PB |
| 6    | 8   | Christine Bardelle | Francja       | 9:08,15 | q     |
| 7    | 2   | Paula González     | Hiszpania     | 9:10,37 | q     |
| 8    | 1   | Silvia Weissteiner | Włochy        | 9:19,96 | SB    |
|      | 3   | Mary Cullen        | Irlandia      |         | DNS   |

#### Bieg 2
| Poz. | Tor | Zawodniczka       | Reprezentacja   | Czas    | Uwagi  |
| ---- | --- | ----------------- | --------------- | ------- | ------ |
| 1    | 6   | Layeş Abdullayeva | Azerbejdżan     | 9:00,80 | Q      |
| 2    | 4   | Helen Clitheroe   | Wielka Brytania | 9:01,45 | Q      |
| 3    | 3   | Lidia Chojecka    | Polska          | 9:06,44 | Q      |
| 4    | 1   | Natalja Popkowa   | Rosja           | 9:13,85 | Q      |
| 5    | 7   | Roxana Bârca      | Rumunia         | 9:17,29 | q      |
| 6    | 9   | Sonia Bejarano    | Hiszpania       | 9:28,31 |        |
| 7    | 5   | Switłana Szmidt   | Ukraina         | 9:43,62 |        |
|      | 2   | Sylwia Ejdys      | Polska          |         | DNF    |
|      | 8   | Alemitu Bekele    | Turcja          |         | DNF DQ |

### Finał
| Poz. | Tor | Zawodniczka        | Reprezentacja   | Czas    | Uwagi |
| ---- | --- | ------------------ | --------------- | ------- | ----- |
|      | 4   | Helen Clitheroe    | Wielka Brytania | 8:56,66 |       |
|      | 8   | Lidia Chojecka     | Polska          | 8:58,30 |       |
|      | 10  | Layeş Abdullayeva  | Azerbejdżan     | 9:0,37  | SB    |
| 4    | 12  | Dolores Checa      | Hiszpania       | 9:02,18 |       |
| 5    | 1   | Natalija Tobias    | Ukraina         | 9:02,94 | PB    |
| 6    | 2   | Natalja Popkowa    | Rosja           | 9:03,42 |       |
| 7    | 11  | Jelena Zadorożna   | Rosja           | 9:06,44 |       |
| 8    | 9   | Sultan Haydar      | Turcja          | 9:08,84 |       |
| 9    | 5   | Roxana Bârca       | Rumunia         | 9:09,19 |       |
| 10   | 6   | Christine Bardelle | Francja         | 9:10,40 |       |
| 11   | 3   | Paula González     | Hiszpania       | 9:20,32 |       |
| –    | 7   | Olesia Syriewa     | Rosja           | 8:56,69 | DQ    |